# Хазан, Яаков
Яаков-Арье Хазан (ивр. יעקב אריה חזן‎; 23 мая (4 июня) 1899, Брест-Литовск, Российская империя — 22 июля 1992, кибуц Мишмар-ха-Эмек) — деятель социалистического сионизма и израильский политик. Один из основателей движения «Ха-шомер ха-цаир» в Польше, движения «Ха-Кибуц ха-арци», партии МАПАМ и блока «Маарах». Участник ряда Сионистских конгрессов, депутат семи созывов кнессета, член исполкомов Всемирной сионистской организации и Гистадрута, совета директоров Еврейского национального фонда. Лауреат Премии Израиля (1989).

## Биография
Яаков-Арье Хазан родился в Брест-Литовске в семье сельскохозяйственного рабочего Хаима-Юделя Янкель-Арьевича Хазана (1874—?), уроженца Осово Ровенского уезда, и Малки-Двейры Хаимовны Каменецкой (1878—?), родом из Каменец-Литовского. Его отец был одним из лидеров зарождавшегося сионистского движения в Польше и Литве и участником VI Всемирного сионистского конгресса, на котором обсуждалась Угандская программа. Хаим-Юдель Хазан был сторонником этой программы и впоследствии примкнул к отколовшейся от сионистского движения «территориальной группе» Израэла Зангвилла. Он скончался в 1906 году.
Яаков-Арье пошёл по стопам отца, рано присоединившись к сионистскому движению. В 1915 году он участвовал в основании еврейского скаутского движения, а затем движений «Ха-шомер ха-цаир» и «Хе-халуц» в Польше, став членом руководства обеих организаций. Окончив среднюю школу в Варшаве, он поступил в Варшавский политехнический университет, а с основанием независимой Польши после Октябрьской революции был призван в ряды вооружённых сил новообразованной страны и отслужил в них два года.
В 1923 году Хазан иммигрировал в подмандатную Палестину. Отработав год на цитрусовой плантации в Хадере, он присоединился к добровольцам, осушавшим болота в районе Сахне в долине Бейт-Шеана. Позже с группой активистов «Ха-шомер ха-цаир» из мошава Нахалал Хазан основал кибуц Мишмар-ха-Эмек. В 1927 году он был одним из основателей движения «Ха-кибуц ха-арци» и участником преобразования движения «Ха-шомер ха-цаир» в партию. С этого же года Хазан стал постоянным представителем Палестины на Всемирных сионистских конгрессах. В 1929 году он женился на Берте Абрамович; от этого брака позднее у него родились три дочери.
Яаков Хазан стал одним из лидеров сионистов-социалистов в Палестине, вместе с ещё одним основателем Мишмар-ха-Эмека Меиром Яари. Если Яари был интеллектуалом и идеологом этой ветви сионизма и движения «Ха-шомер ха-цаир», то Хазан был политиком, спикером движения и его «мотором». Вдвоём они подготовили почву для основания в 1948 году партии МАПАМ — Объединённой рабочей партии Палестины. Начиная с 1-го созыва кнессета Хазан был его постоянным членом от МАПАМа, а позже — от блока «Маарах», в создании которого на основе МАПАМа и партии «Авода» он принимал деятельное участие. Свою седьмую подряд каденцию в кнессете он завершил в 1974 году, начиная с 3-го созыва постоянно участвуя в работе комиссии кнессета по иностранным делам и обороне.
Несмотря на ведущую роль Хазана в левосионистском движении, он ни разу не был членом правительства Израиля (по-видимому, после присоединения МАПАМ в 1955 году к правительственной коалиции Хазан несколько раз мог стать министром, но каждый раз наталкивался на возражения Яари, мотивы которого могли быть как личными — сомнения в административных способностях Хазана, так и идеологическими). Однако он долгое время входил в исполнительные комитеты Всемирной сионистской организации и Гистадрута, был членом совета директоров Еврейского национального фонда и руководства партии МАПАМ. В период, когда во главе правительства Израиля стояла Голда Меир, Хазан и Исраэль Галили были её наиболее доверенными советниками, несмотря на отсутствие официального статуса.
В 1989 году Яаков Хазан стал лауреатом Премии Израиля за вклад в развитие израильского общества и государства. Он скончался в июле 1992 года и похоронен в кибуце Мишмар-ха-Эмек.

## Идеологическая позиция
В воззрениях Яакова Хазана, как и других основателей движения «Ха-шомер ха-цаир», сочетались сионистская и социалистическая составляющие. В программе движения подразумевалось, что строительство «еврейского национального дома» в Палестине (планировавшейся как двунациональное государство) — лишь первая стадия развития общества, за которой должна последовать стадия классовой борьбы и социалистическая революция. Гражданский конфликт в Палестине и решение ООН о создании на её территории двух национальных государств заставили руководство «Ха-шомер ха-цаир» внести коррективы в планы и присоединиться к блоку, в центре которого стояла более умеренная партия МАПАЙ. Иехошуа Порат в статье 1997 года высказывает предположение, что ни для Хазана, ни для идеолога МАПАМ Меира Яари идея двунационального государства изначально не была основополагающей, и поэтому её пропаганду они оставили ещё одному функционеру движения — Мордехаю Бентову. Возможно, что и в целом Хазан был ближе к МАПАЙ, чем большинство членов «Ха-шомер ха-цаир»; он не был убеждён в необходимости отдельного пути для своего движения, но подчинялся воле большинства, доходя в своей верности партии до попыток сохранить автономию её боевых отрядов в только что созданной Армии обороны Израиля. Стремление Хазана к объединению политических движений со схожей идеологией в единое целое позже привело его к усилиям по созданию блока «Маарах», куда вошли МАПАЙ и МАПАМ.
До середины 1950-х годов Хазан, как и большинство членов «Ха-шомер ха-цаир» и «Ха-кибуц ха-арци», был убеждёным марксистом-ленинистом. В 1949 году, выступая в кнессете, он назвал СССР «нашей второй, социалистической, родиной», а после смерти Сталина в траурной речи ещё называл советского лидера «солнцем народов». Решительный перелом в его взглядах произошёл в результате Пражских процессов, где на скамье подсудимых оказался целый ряд коммунистических лидеров еврейского происхождения, включая ученика Хазана по организации «Ха-шомер ха-цаир» израильтянина Мордехая Орена. После этого Хазан и Яари, охладев к Советскому Союзу, предприняли шаги по ограничению влияния в партии Моше Снэ, оставшегося последовательным сталинистом. Впоследствии Хазан расскажет, что Советский Союз для него был не столько примером для подражания, сколько доказательством, что социальная революция может окончиться успехом вопреки всем объективным препятствиям. В дальнейшем, когда молодые кадры МАПАМ и «Ха-кибуц ха-арци», ранее стремившиеся к включению Израиля в орбиту влияния СССР и готовившиеся к третьей мировой войне на стороне социалистического лагеря, постепенно занимали в израильской политике «голубиные» позиции, формируя ядро организаций «СИАХ» («Новые израильские левые») и «Шалом ахшав», Хазан всё больше отходил от социалистического идеализма, после Шестидневной войны даже поддержав строительство поселений и расширение военного присутствия вокруг Иерусалима и в Иорданской долине — на территориях, имевших ключевое оборонное значение.